# Dehaasia cuneata
Dehaasia cuneata är en lagerväxtart som först beskrevs av Carl Ludwig von Blume, och fick sitt nu gällande namn av Carl Ludwig von Blume. Dehaasia cuneata ingår i släktet Dehaasia och familjen lagerväxter. Inga underarter finns listade i Catalogue of Life.